# هيربرت نيدلمان
هيربرت لوري نيدلمان (13 ديسمبر 1927 – 18 يوليو 2017) هو باحث في التلف العصبي التطوري الناجم عن التسمم بالرصاص. كان نيدلمان طبيب أطفال، وطبيب نفسي مختص في الأطفال، وباحث وأستاذ في جامعة بيتسبرغ، وعضو منتخب في معهد الطب ومؤسس تحالف إنهاء تسمم الطفولة بالرصاص (الذي عُرف في وقت لاحق باسم تحالف المنازل الصحية، إذ دُمج منذ ذلك الحين مع المركز الوطني للإسكان الصحي). لعب د. نيدلمان دورًا رئيسيًا في تأمين بعض أهم وسائل الحماية الصحية البيئية التي أمكن الوصول لها خلال القرن العشرين، ما أدى إلى انخفاض معدلات انتشار التسمم بالرصاص خمسة أضعاف بين الأطفال في الولايات المتحدة في أوائل تسعينيات القرن العشرين. على الرغم من تعرضه لمقاومة شديدة من الصناعات المتعلقة بالرصاص، ما جعله هدفًا لهجمات متكررة، استمر نيدلمان في حملته لتثقيف أصحاب المصلحة، بما في ذلك الآباء واللجان الحكومية، حول مخاطر التسمم بالرصاص. يُنسب الفضل إلى نيدلمان لمساهمته الرئيسية في تحريض فرض تدابير السلامة البيئية التي استطاعت التقليل من مستويات الرصاص في الدم بنسبة قاربت 78 في المئة بين عامي 1976 و1991. توفي في بيتسبرغ في عام 2017.

## اتهامات بسوء السلوك العلمي
واجهت المنهجية العلمية لنيدلمان تحديات مستمرة من قبل د. كلير إرنهارت، التي انتقدت المنهجية لفشلها في إيجاد تحكم كاف بالمتغيرات المربكة، بالإضافة إلى تعرضها لمشكلة المقارنات المتعددة. في عام 1983، رفضت «إي بّي إيه» بعد مراجعتها معايير جودة الهواء نتائج العمل العلمي الخاصة بنيدلمان وبعض أعمال إرنهارت المتعلقة بهذا الموضوع. بتشجيع من جمعية الصناعات الرائدة (إل آي إيه) وأملًا منها بتقويض أعمال نيدلمان، شكّل مجلس «إي بّي إيه» الاستشاري العلمي لجنة خبراء مكونة من ستة أعضاء، بمن فيهم ساندرا سكار. واجه نيدلمان هذه الانتقادات واستطاع عكس موقف «إي بّي إيه» بعد إمداده بالمال اللازم لإعادة تحليل البيانات، إذ تبنت «إي بّي إيه» استنتاجاته في عام 1986.
في عام 1990، تعرض مالكو أحد معامل الرصاص البائدة في يوتاه لقضية تمويل فائق (تنظيف التلوث الصناعي)، إذ بُنيت العديد من المنازل على الأراضي حيث أودع المعمل مخلفاته. عينت الولاية نيدلمان كشاهد خبير، بينما استعانت الشركات للدفاع عن نفسها بخدمات إرنهارت وعالمة النفس ساندرا سكار من جامعة فريجينيا. استطاع إرنهارت وسكار الوصول إلى البيانات الأولية ليوم واحد، لكنهما اضطرتا بعد ذلك للمغادرة بعد محاولة محامي الحكومة الفيدرالية حثهما على توقيع أمر بالتكتم ما يمنعهما من مناقشة أي بيانات علانية. خلصت سكار بالاستناد إلى ما رأته في المطبوعات إلى إهمال نيدلمان بعض المتغيرات التوضيحية الهامة بعد فشل تحليله الأول في إثبات وجود ارتباط بين الرصاص ومعدل الذكاء حتى «حصوله على النتائج التي يريد إيجادها». اتهمت اثنتاهما نيدلمان بسوء السلوك العلمي من خلال المعهد الوطني للصحة.
صرح نيدلمان أن القضية ضده مرفوعة من قبل إحدى شركات المحاماة من فيلادلفيا التي رفضت التصريح عن اسم الشركة الممولة لها، وكتب عن استلام إرنهارت مبلغ 375,000 دولار خلال مدة سبع سنوات من المنظمة الدولية لأبحاث الزنك (آي إل زد آر أو). كشف أيضًا عن مخالفته رغبات جامعته، فكافح بنجاح لعرض قضيته علانية وحصوله على تبرئته في النهاية. وفقًا لسكار: «في النهاية، وُجد نيدلمان مذنبًا بالتحريف ما اضطره إلى سحب تقاريره البحثية من المجلات التي نشرتها». مع ذلك، لم تصدر أي طلبات بسحب هذه التقارير، بل جرت بعض التعديلات الطفيفة فقط. وفقًا أستاذ علم النفس البيئي كولين ف. مور، استطاعت سكار وإرنهارت «إيجاد رسم بياني منشور محتو على بعض الأخطاء الطفيفة، ونشر نيدلمان في النهاية تصحيحًا لهذا الرسم». ما تزال هذه الدعوى والتحقيق الذي تبعها من الأمور المثيرة للجدل؛ وفقًا لفيلسوف العلوم كلارك ن. غلايمور، «تتعرض سكار وإرنهارت أحيانًا للنبذ بوصفهما أداة لدى صناعة الرصاص، لكني لا أرى أي دليل على كونهما غير صادقتين». مع ذلك، يعتقد غلايمور أن سكار وإرنهارت مخطئتين في النتائج المنهجية التي توصلتا إليها. 
صرح عالم «إيه بّي إيه» جويل شفارتز لمجلة نيوزويك في عام 1991 أن إعادة تحليل بيانات نيدلمان المشتملة على عامل العمر، التي استُبعدت، «وجدت في الأساس نتائجًا متطابقة». على أثر ذلك، حل بحث جديد محل بحث نيدلمان لاستخدامه في تبرير الحدود الدنيا المسموحة من الرصاص.